# Brian Andrews
Brian Andrews, född 17 oktober 1966 i Los Angeles County, Kalifornien, är en amerikansk skådespelare som har medverkat i filmer och även diverse tv-program. Han är mest känd för sin roll som Tommy Doyle i John Carpenters klassiska skräckfilm Halloween. Han har även medverkat i filmerna Esset, Three O'Clock High och The Long Days of Summer. Hans första tv-roll var i såpoperan Våra bästa år 1970, som Michael William Horton. Andrews har medverkat i tv-filmer och gjort gästspel i tv-serier som Kung Fu, Baretta, Quincy och The Bronx Zoo. Andrews är idag bosatt i San Fernando Valley i Kalifornien.